# Бабій Юрій Юрійович
Ю́рій Ю́рійович Бабі́й (нар. 18 листопада 1977, Івано-Франківськ) — український економіст, юрист, громадський діяч, політик. Народний депутат України VIII скликання, фракція «Народний фронт».
З 2010 до 2015 року був обраний депутатом Івано-Франківської обласної ради 6 скликання, з 2012 до 2015 рр. — голова постійної комісії з питань бюджету, фінансів, податків та інвестицій Івано-Франківської обласної ради.

## Освіта
У 1994 році закінчив Івано-Франківську загальноосвітню школу № 13.
1994—1997 — Івано-Франківське училище міліції МВС України.
1997—2002 — Львівський національний університет ветеринарної медицини та біотехнологій імені Степана Гжицького, факультет маркетингу, спеціальність — економіст.
2003—2005 — Міжнародний науково-технічний університет імені академіка Юрія Бугая, факультет «Лінгвістики та права», спеціальність «Правознавство», кваліфікація «магістр права».

## Професійна діяльність
1996—1997 — начальник навчально-методичного центру кафедри соціально-економічних дисциплін Прикарпатської філії Національної академії внутрішніх справ України.
1999—2000 — інспектор Івано-Франківської митниці, де в березні1999 року склав присягу державного службовця.
2000—2003 — менеджер ТзОВ «Вітофарм».
2003—2007 — комерційний директор ТзОВ «Вітофарм».
2007—2012 — директор Івано-Франківської філії «Торговельно-комерційна компанія» .
2012—2015 — голова постійної депутатської комісії з питань бюджету, фінансів, податків та інвестицій Івано-Франківської обласної ради.
2015 — Народний депутат України VIII скликання. Обраний депутатом замість Олександра Турчинова. Юрій Юрійович був наступним до Верховної Ради по списку Політичної партії «Народний Фронт» (№ 75 у виборчому списку).

## Громадська і політична діяльність
Член Політичної партії «Народний фронт».
2010—2015 — депутат Івано-Франківської обласної ради 6 демократичного скликання від Політичної Партії «Фронт Змін». Голова фракції «Фронт Змін» в Івано-Франківській обласній раді. Член Комітету Верховної Ради України з питань податкової та митної політики.

## Фотогалерея

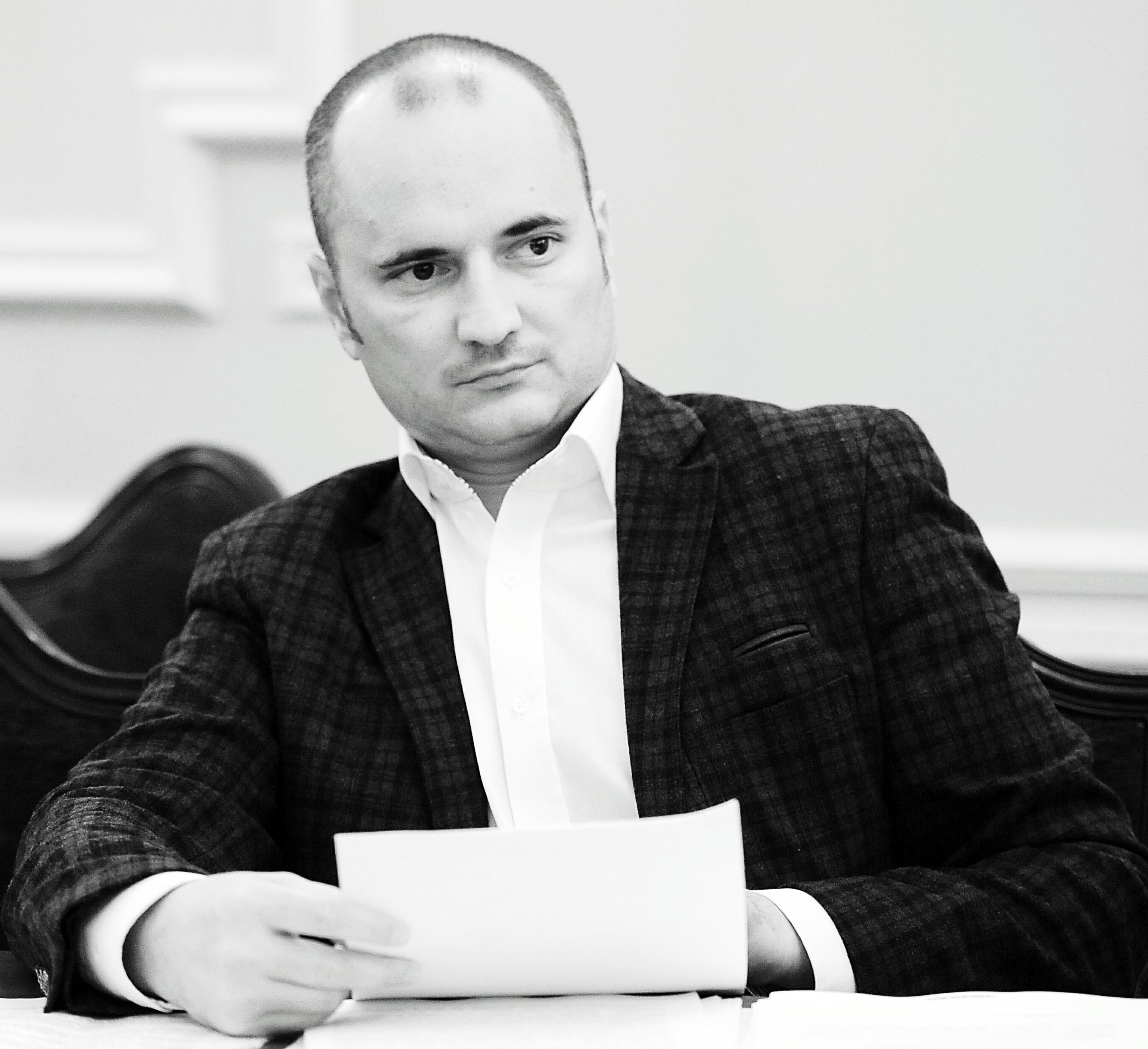
Бабій Юрій Юрійович

|  |  |  |  |

|  |  |  |  |

|  |  |  |